# جرارد پرزنسر
جرارد پرزنسر (انگلیسی: Gerard Presencer؛ زادهٔ ۱۲ سپتامبر ۱۹۷۲) موسیقی‌دان و نوازنده ترومپت اهل بریتانیا است. وی از سال ۱۹۸۷ میلادی تاکنون مشغول فعالیت بوده‌است.